# Ciżmówka rzęsocystydowa
Ciżmówka rzęsocystydowa (Crepidotus malachioides Consiglio, Prydiuk & Setti) – gatunek grzybów należący do rodziny ciżmówkowatych (Crepidotaceae).

## Systematyka i nazewnictwo
Pozycja w klasyfikacji według Index Fungorum: Crepidotus, Crepidotaceae, Agaricales, Agaricomycetidae, Agaricomycetes, Agaricomycotina, Basidiomycota, Fungi.
Po raz pierwszy opisali go w 2008 r. Giovanni Consiglio, M.P. Prydiuk i D.H.E. Setiamarga na kłodach iglastego i liściastego (bukowego) drewna na Ukrainie. Podali holotyp, a w 2014 r. inni mykolodzy ustalili epityp. Polską nazwę zarekomendowała Komisja ds. Polskiego Nazewnictwa Grzybów przy Polskim Towarzystwie Mykologicznym w 2025 r.

## Morfologia
Kapelusz o szerokości 5–15 mm, żółtobiały, białawopomarańczowy do ochrowopomarańczowego, drobno owłosiony. Blaszki białe, a potem ochrowe z brązowawymi krawedziami. Trzonu brak lub słabo widoczny. Zarodniki 5,1-5,9 × 4,7–5,6 μm, drobno brodawkowane. Podstawki czterozarodnikowe. Cheilocystydy o mniej lub bardziej główkowatym wierzchołku, pilocystydy podobne. Sprzążki obecne.

## Występowanie i siedlisko
Podano stanowiska tylko w niektórych krajach Europy. W Polsce jego stanowiska podali B. Gierczyk i inni w 2015 i 2018 r.
Nadrzewny grzyb saprotroficzny. Występuje na martwym drewnie, często w bardzo dużych ilościach.